# Бельгія на зимових Олімпійських іграх 2014
Бельгія на зимових Олімпійських іграх 2014 року у Сочі буде представлена 7 спортсменом у 5 видах спорту.

## Ковзанярський спорт
Чоловіки
| Дистанція | Спортсмен   | Заїзд 1 | Заїзд 1 | Заїзд 2 | Заїзд 2 | Фінал   | Фінал |
| Дистанція | Спортсмен   | Час     | Місце   | Час     | Місце   | Час     | Місце |
| --------- | ----------- | ------- | ------- | ------- | ------- | ------- | ----- |
| 1000 м    | Барт Свінгс | —       | —       | —       | —       | 1:10.14 | 23    |
| 5000 м    | Барт Свінгс | —       | —       | —       | —       | 6:17.79 | 4     |

Жінки
| Дистанція | Спортсмен    | Заїзд 1 | Заїзд 1 | Заїзд 2 | Заїзд 2 | Фінал   | Фінал |
| Дистанція | Спортсмен    | Час     | Місце   | Час     | Місце   | Час     | Місце |
| --------- | ------------ | ------- | ------- | ------- | ------- | ------- | ----- |
| 3000 м    | Елена Петерс | —       | —       | —       | —       | 4:10.87 | 12    |

## Сноубординг
Слоуп-стайл
| Змагання | Спортсмени  | Кваліфікація | Кваліфікація | Кваліфікація | Кваліфікація        | Кваліфікація | Півфінал | Півфінал | Півфінал | Півфінал            | Півфінал | Фінал | Фінал   | Фінал   | Фінал               | Фінал |
| Змагання | Спортсмени  | Заїзд        | Спуск 1      | Спуск 2      | Найкращий результат | Місце        | Заїзд    | Спуск 1  | Спуск 2  | Найкращий результат | Місце    | Заїзд | Спуск 1 | Спуск 2 | Найкращий результат | Місце |
| -------- | ----------- | ------------ | ------------ | ------------ | ------------------- | ------------ | -------- | -------- | -------- | ------------------- | -------- | ----- | ------- | ------- | ------------------- | ----- |
| Чоловіки | Сеппе Смітс | 2            | 88,25        | 91,00        | 91,00               | 5            | 1        | 77,5     | 84,5     | 84,5                | 5        |       |         |         |                     |       |

## Фігурне катання
| Змагання                  | Спортсмени     | Коротка програма | Коротка програма | Довільна програма | Довільна програма | Підсумок | Підсумок |
| Змагання                  | Спортсмени     | Бали             | Місце            | Бали              | Місце             | Бали     | Місце    |
| ------------------------- | -------------- | ---------------- | ---------------- | ----------------- | ----------------- | -------- | -------- |
| Чоловіче одиночне катання | Йорік Гендрікс | 72.52            | 16               | 141.52            | 15                | 214.04   | 16       |